# Graptomyza flavonotata
Graptomyza flavonotata är en tvåvingeart som beskrevs av Enrico Adelelmo Brunetti 1917. Graptomyza flavonotata ingår i släktet Graptomyza och familjen blomflugor. Inga underarter finns listade i Catalogue of Life.